# Juegos de las Islas de 2017
Los XVII Juegos de las Islas (en inglés, también conocidos como 2017 NatWest Islands Games por razones de patrocinio) fue un evento deportivo que se llevó a cabo en la isla de Gotland, Suecia, del 24 de junio al 30 de junio de 2017. Esta es la segunda vez que la isla organiza los juegos, la primera fue en 1999.

## Equipos participantes
23 entidades de isla del IIGA, de Europa, del Atlántico Sur y del Caribe compiteron en estos juegos. Rodas originalmente iba a participar, pero más tarde se retiró el 31 de mayo de 2017 debido a la situación financiera en Grecia.
- Åland
- Alderney
- Anglesey
- Bermudas
- Islas Caimán
- Islas Malvinas
- Islas Feroe
- Frøya
- Gibraltar
- Gotland (anfitrión)
- Groenlandia
- Guernsey
- Hébridas Exteriores
- Hitra
- Isla de Man
- Isla de Wight
- Jersey
- Menorca
- Orcadas
- Saaremaa
- Santa Elena
- Sark
- Shetland

## Deportes
- Atletismo (41)
- Bádminton (6)
- Baloncesto (2)
- Ciclismo (20)
- Fútbol (2) (detalles)
- Golf (4)
- Gimnasia
- Tiro con arco (14)
- Tiro deportivo (41)
- Natación (43)
- Tenis
- Tenis de mesa
- Triatlón
- Voleibol

## Medallero
Isla organizadora (Gotland)
| Núm.  | País                | Oro | Plata | Bronce | Total |
| ----- | ------------------- | --- | ----- | ------ | ----- |
| 1     | Isla de Man         | 39  | 36    | 26     | 101   |
| 2     | Islas Feroe         | 30  | 27    | 30     | 87    |
| 3     | Jersey              | 29  | 21    | 35     | 85    |
| 4     | Guernsey            | 27  | 35    | 32     | 94    |
| 5     | Gotland             | 23  | 19    | 20     | 62    |
| 6     | Saaremaa            | 17  | 8     | 7      | 32    |
| 7     | Hébridas Exteriores | 10  | 3     | 1      | 14    |
| 8     | Åland               | 9   | 4     | 14     | 27    |
| 9     | Isla de Wight       | 7   | 12    | 7      | 26    |
| 10    | Islas Caimán        | 7   | 10    | 8      | 25    |
| 11    | Gibraltar           | 6   | 12    | 8      | 26    |
| 12    | Menorca             | 6   | 6     | 8      | 20    |
| 13    | Shetland            | 4   | 5     | 5      | 14    |
| 14    | Bermudas            | 2   | 13    | 7      | 22    |
| 15    | Orcadas             | 2   | 0     | 5      | 7     |
| 16    | Santa Elena         | 2   | 1     | 2      | 5     |
| 17    | Groenlandia         | 1   | 5     | 0      | 6     |
| 18    | Anglesey            | 1   | 4     | 4      | 9     |
| 19    | Hitra               | 1   | 1     | 2      | 4     |
| 20    | Islas Malvinas      | 0   | 0     | 1      | 1     |
| 20    | Sark                | 0   | 0     | 1      | 1     |
| 22    | Alderney            | 0   | 0     | 0      | 0     |
| 22    | Frøya               | 0   | 0     | 0      | 0     |
| Total | Total               | 223 | 218   | 227    | 668   |